# Diocese de Caraguatatuba
A Diocese de Caraguatatuba (Dioecesis Caraguatatubensis) é uma divisão territorial da Igreja Católica no litoral norte do estado de São Paulo. Foi criada em 3 de março de 1999 pelo Papa João Paulo II por meio da bula Ad Aptius Consulendum. Sua sede está no município de Caraguatatuba; os demais municípios que compõem a diocese são Ubatuba, São Sebastião e Ilhabela.

## História
No dia 3 de março de 1999, foi anunciada a criação da Diocese de Caraguatatuba, até então, Região Episcopal, vinculada à Diocese de Santos. A instalação e a nomeação do primeiro Bispo Diocesano, Dom Frei Fernando Mason, OFMConv, se deu em 1ª de maio do mesmo ano.
A Diocese começou a crescer em consciência e trabalho, valorizando momentos fortes de unidade como a Festa de Cristo Rei ao celebrar o encerramento do Ano Litúrgico e a Romaria Diocesana a Aparecida e ao Seminário Diocesano em Taubaté. Ampliou o número de Paróquias e de padres no serviço às comunidades. Publicou seu 1º Plano Diocesano de Pastoral e celebrou com grande Júbilo seu aniversário de cinco anos de criação, realizando a 1ª Feira Pastoral Diocesana e o lançamento do 1º site oficial – www.diocesecaraguatatuba.com.br
Dom Fernando permaneceu na Diocese até maio de 2005. No período vacante de pouco mais de um ano, a Diocese de Caraguatatuba foi administrada pelo Pe. Vilson Dias de Oliveira, DC, hoje Bispo emérito da Diocese de Limeira (SP).
Em julho de 2006 foi nomeado o segundo Bispo Diocesano, Dom Antônio Carlos Altieri, que permaneceu até 2012. O período vacante subsequente foi administrado por Pe. Inocêncio Xavier, até a nomeação de Dom José Carlos Chacorowski, CM, em junho de 2013, que permanece à frente da Diocese até os dias atuais.

## Paróquias
- Em Caraguatatuba
  - Paróquia Catedral Divino Espirito Santo
  - Paróquia Nossa Senhora da Gloria
  - Paróquia Nossa Senhora da Visitação
  - Paróquia Santa Terezinha
  - Santuário Diocesano Santo Antônio
  - Paróquia São João Batista
  - Paróquia São José
- Em Ilhabela
  - Paróquia Nossa Senhora D'Ajuda
  - Paróquia Nossa Senhora Aparecida
- Em São Sebastião
  - Paróquia Nossa Senhora do Amparo
  - Paróquia Sagrado Coração de Jesus
  - Paróquia São José
  - Paróquia Santa Rosa de Lima
  - Paróquia São Sebastião
- Em Ubatuba
  - Paróquia Exaltação da Santa Cruz
  - Paróquia Imaculada Conceição
  - Paróquia Nossa Senhora de Fátima
  - Paróquia Nossa Senhora das Graças
  - Paróquia Nossa Senhora das Dores

## Bispos
| #  | Nome                           | Período    | Notas                            |
| -- | ------------------------------ | ---------- | -------------------------------- |
| 3º | José Carlos Chacorowski C.M.   | 2013–atual |                                  |
| 2º | Antônio Carlos Altieri, S.D.B. | 2006–2012  | Nomeado Arcebispo de Passo Fundo |
| 1º | Fernando Mason, O.F.M.Conv.    | 1999–2005  | Nomeado Bispo de Piracicaba      |